# ماري إلين بامفورد
ماري إلين بامفورد (10 ديسمبر 1857 - 21 مايو 1946) (بالإنجليزية: Mary Ellen Bamford)‏ كاتبة وروائية أمريكية، من مدينة هيلدسبورغ في كاليفورنيا، انتقلت بعد ذلك لتعيش في مدينة أوكلاند حيث عملت في مكتبة هناك، كان لها اهتمام بالقانون، وعلى النقيض من أغلبية الأمريكيين كانت متعاطفة مع المهاجرين الصينيين إلى الولايات المتحدة. كتبت بامفورد العديد من المؤلفات، تختلف مواضيعها من الروايات الأدبية إلى الدراسات المتخصصة إلى الاهتمام بتأليف المقالات الدينية لطوائف مسيحية مختلفة في تلك المنطقة. تُوفِّيت ماري إلين بامفورد في 1946 ودُفِنت في أوكلاند.

## مؤلفاتها
| - «Up and Down the Brooks» (تاريخ النشر: 1889) - «Her Twenty Heathen» - «My Land and Water Friends» (تاريخ النشر: 1886) - «The Look About Club» (تاريخ النشر: 1887) - «Second Year of the Look About Club» - «Janet and Her Father» (تاريخ النشر: 1891) - «Marie's story. A tale of the days of Louis XIV» (تاريخ النشر: 1888) - «Miss Millie's Trying» (تاريخ النشر: 1892) - «Number One or Number Two» (تاريخ النشر: 1891) - «A Piece of Kitty Hunter's Life» (تاريخ النشر: 1890) - «Father Lambert's family : a story of old-time France» (تاريخ النشر: 1888) | - «Thoughts of My Dumb Neighbors» (تاريخ النشر: 1887) - «Eleanor and I» (تاريخ النشر: 1891) - «Talks by Queer Folks» - «Jessie's Three Resolutions» (تاريخ النشر: 1894) - «In Editha's Days» (تاريخ النشر: 1894) - «Three Roman Girls» (تاريخ النشر: 1893) - «Out of the Triangle: a Story of the Far East» (تاريخ النشر: 1898) - «Ti: A Story of San Francisco's Chinatown» (تاريخ النشر: 1899) - «Angel Island: the Ellis Island of the West» (تاريخ النشر: 1917) - «The Denby Children at the Fair» |